# سناوم الأعلى

تعديل مصدري - تعديل

سناوم الأعلى هي إحدى قرى عزلة جيشان بمديرية جيشان التابعة لمحافظة أبين، بلغ تعداد سكانها 28 نسمة حسب تعداد اليمن لعام 2004.